# ADAC Racing Weekend
Das ADAC Racing Weekend ist eine Motorsportplattform des ADAC, die sich an Semi-Profis und Amateure richtet. 
Das Premierenjahr des ADAC Racing Weekends fand 2021 statt. Das erste Rennwochenende startete in Oschersleben. Die Veranstaltung umfasst verschiedene Rennserien, darunter GT- und Tourenwagen, Formelrennwagen und historische Fahrzeuge. Sie bietet sowohl erfahrenen Fahrern als auch Nachwuchstalenten die Möglichkeit, ihr Können unter Beweis zu stellen. Ein besonderes Merkmal ist der professionelle Livestream, der für alle Zuschauer kostenlos zur Verfügung steht. 2025 wurde der Porsche Sports Cup Teil des ADAC Racing Weekends.
Die Events der Rennserie finden international statt. Zu den Rennstrecken gehören u. a. der Circuit de Spa-Francorchamps in Belgien, der Hockenheimring, der Nürburgring und die Motorsport Arena Oschersleben in Deutschland, der Red Bull Ring und der Salzburgring in Österreich.